# Fidel Suárez
Fidel Suárez (1 de gener de 1962) és un futbolista peruà retirat que va jugar a clubs del Perú i Xile.
El 1987 Suárez tindria el seu millor any de la seva carrera futbolística, aconseguint el seu segon títol nacional amb Universitario, i, a més, va aconseguir ser el màxim golejador de la temporada amb 29 gols.

## Palmarès

### Universitario
- Lliga peruana (3): 1985,[2] 1987,[3] 1990[4]